# John Frizzell
John Frizzell (New York, 24 ottobre 1966) è un compositore statunitense.

## Biografia
Da ragazzo, Frizzell canta nel coro della cattedrale nazionale, la Società Paris Opera, e il Metropolitan Opera Company. Tuttavia, dopo la pubertà, la sua voce è cambiata. Ha continuato il suo studio della musica presso la University of Southern California e della Manhattan School of Music, ma ha iniziato a concentrarsi maggiormente sulla chitarra jazz. Dopo aver finito il college, Frizzell ha lavorato con Michael Mainieri, un famoso produttore con cui collabora in molti spot pubblicitari, film e dischi.
La carriera di Frizzell iniziò molto bene, visto che il compositore è famoso per aver lavorato insieme a molti compositori, registi e produttori celebri tra cui Ryūichi Sakamoto, John Sacret Young, James Newton Howard, Jean-Pierre Jeunet, Joel Silver, Randy Edelman e Mark Rydell. 
Successivamente ha composto la colonna sonora per Legion e qualche serie TV, comunque i suoi migliori lavori per ora sono Alien 4 - La clonazione e James Dean.

## Filmografia parziale

### Televisione
- Preso in trappola (Undertow), regia di Eric Red – film TV (1996)

### Cinema
- The Prize Winner of Defiance, Ohio, regia di Jane Anderson (2005)